# Camiel Dekuysscher
Camiel Dekuysscher (født 27. august 1916 i Saint-Denis, død 8. april 1988 i Gent) var en belgisk cykelrytter. Hans foretrukne disciplin var banecykling. Han var professionel fra 1935 til 1951.
Dekuysscher vandt fem seksdagesløb og har yderlige seks top-3 placeringer. Ved Københavns seksdagesløb er andenpladsen i november 1936 med makkeren Albert Billiet bedste placering.
Sammen med makker Achiel Bruneel vandt han i 1949 sølv ved europamesterskaberne i parløb.